# Bali Post
Bali Post – indonezyjski dziennik wydawany na wyspie Bali. Został zapoczątkowany w 1948 roku.
Gazeta należy do przedsiębiorstwa Kelompok Media Bali Post. Znajduje się wśród najstarszych niezależnych gazet w kraju. Pierwotnie pismo funkcjonowało pod nazwą „Suara Indonesia”.
Istnieje także pokrewny serwis internetowy BaliPost.com, dostarczający wiadomości z prowincji Bali. W listopadzie 2020 r. portal BaliPost.com był 452. stroną WWW w kraju pod względem popularności (według danych Alexa Internet).